# Jennifer Robertson
Jennifer Robertson (Vancouver, 24 novembre 1971) è un'attrice canadese.

## Biografia
Nata a Vancouver, Jennifer Robertson ha cominciato a recitare in serie televisive canadesi, prima di fare il suo debutto internazionale su Disney Channel nel 2005. Da allora ha recitato in diversi film TV statunitensi, tra cui Scacco matto nel Bronx e Gara di famiglia. Ha poi recitato in numerose serie televisive americane, tra cui Hannah Montana, Wingin' It e Schitt's Creek, con cui ha ottenuto la notorietà grazie al ruolo di Jocelyn Schitt.

## Filmografia parziale

### Cinema
- Undercover Grandpa, regia di Eric Canuel (2017)
- Single per sempre? (Single All The Way), regia di Michael Mayer (2021)

### Televisione
- Twitches - Gemelle streghelle (Twitches), regia di Stuart Gillard – film TV (2005)
- Scacco matto nel Bronx - film TV (2005)
- Gara di famiglia - film TV (2006)
- Hannah Montana - serie TV, 1 episodio (2007)
- Degrassi: The Next Generation - serie TV, 3 episodi (2010-2011)
- Wingin' It - serie TV, 51 episodio (2010-2012)
- La piccola moschea nella prateria - serie TV, 4 episodi (2012)
- Nikita - serie TV, 1 episodio (2013)
- Saving Hope - serie TV, 1 episodio (2013)
- Schitt's Creek - serie TV, 56 episodi (2015-2020)
- Un amore inaspettato (Valentine Ever After), regia di Don McBrearty - film TV (2016)
- Disjointed - serie TV, 1 episodio (2017)
- Ginny & Georgia – serie TV, 10 episodi (2021)

## Doppiatrici italiane
Nelle versioni in italiano delle opere in cui ha recitato, Jennifer Robertson è stata doppiata da:
- Barbara De Bortoli in Twitches - Gemelle streghelle, Schitt's Creek
- Francesca Fiorentini in Wingin' It
- Tiziana Avarista in Disjointed
- Alessandra Korompay in Ginny & Georgia
- Claudia Razzi in Single per sempre?